# 외딴 곳의 살인 초대
《외딴 곳의 살인 초대》(영어: A Murder at the End of the World)는 폭스 온 훌루에서 2023년 11월부터 12월까지 방영된 미국의 심리 스릴러 드라마이다.